# 达里瓦尔
达里瓦尔（Dhariwal），是印度旁遮普邦Gurdaspur县的一个城镇。总人口18706（2001年）。

## 人口
该地2001年总人口18706人，其中男性9757人，女性8949人；0—6岁人口1853人，其中男1031人，女822人；识字率74.00%，其中男性为78.09%，女性为69.55%。